# Mistrz Zwiastowania z Jodłownika
Mistrz Zwiastowania z Jodłownika – anonimowy malarz gotycki aktywny w Krakowie w latach 1490–1510.

## Działalność artystyczna
Przydomek otrzymał od obrazu Zwiastowanie znajdującego się przez dłuższy okres w kościele parafialnym w Jodłowniku. Na przełomie XV i XVI wieku prowadził pracownię w Krakowie. Uprawiał malarstwo tablicowe i ścienne, głównie dla krakowskich klasztorów dominikanów i augustianów. Współpraca z klasztorem augustianów na Kazimierzu na przełomie wieków może pozwalać na identyfikowanie go jako jednego z dwóch malarzy: Jana Goraja, aktywnego w mieście od 1489 roku lub Joachima Libnaua, aktywnego od 1496 roku. Działalność obu trwała do końca lat 30. XVI wieku, a najpóźniejsze dzieło powstałe w warsztacie Mistrza datowane jest na lata 1510–1520. Wszystkie prace, które posiadają charakterystyczną manierę Mistrza, są niekiedy identyfikowane jako dzieła jego warsztatu. Na podstawie niektórych elementów widocznych na obrazach Zwiastowanie i Wizja św. Jacka Odrowąża wnioskuje się, iż Mistrz Zwiastowania musiał mieć styczność ze sztuką wenecką.

## Charakterystyka twórczości
| Przypisywane prace             | Przypisywane prace | Przypisywane prace |
| ------------------------------ | --- | --- |
| Obraz                          | Opis formalny i proweniencja | Opis |
|                                | 132 × 100,5 cm, tempera na desce. Obraz został wykonany dla kaplicy Trzech Krzyży w kościele dominikanów w Krakowie. W nieznanym okresie został przeniesiony do kościoła parafialnego w Jodłowniku. Od 1906 roku znajduje się w Muzeum Diecezjalnym w Tarnowie. | Osobny artykuł: Zwiastowanie z Jodłownika . |
|                                | Obraz wykonany dla kościoła parafialnego w Zawadzie. Obecnie znajduje się w zbiorach Muzeum Diecezjalnego w Tarnowie. | |
|                                | Obraz znajdował się w kościele parafialnym w Czulicach; obecnie w kościele Mariackim w Krakowie. | Obraz przedstawia trzech świętych: Jana Ewangelistę, Jana Chrzciciela i Jana Jałmużnika. Ukazanie postaci św. Jana Jałmużnika pozwala datować obraz na lata po 1501, czyli po roku kiedy do Polski powrócił Mikołaj Lanckoroński, propagator kultu Jana Jałmużnika w Polsce. |
|                                | Obraz datowany był na rok ok. 1480, z czym nie zgodził się Jerzy Gadomski. Obraz znajduje się w kościele parafialnym w Mircu. | Obraz nie zachował się w oryginalnej formie. Jego część, m.in. głowa świętego, została przemalowana. Zachowane elementy zachowały styl warsztatu Mistrza Zwiastowania: twarze aniołów wykonane są w stylu głów św. Jana Ewangelisty z obrazu Trzej święci Janowie lub Gabriela ze Zwiastowania. Z tego samego obrazu zaczerpnięta została szachownicowa posadzka. Dłonie świętego są uderzająco podobne do dłoni Marii z obrazu Madonny z goździkiem. Widoczne są próby ukazania przez malarza przestrzeni we wnętrzu: posadzkę wykreślił w sposób niezgodny z prawem perspektywy zbieżnej, lecz uzyskał efekt rozległego „wyciągającego” w swą przestrzeń pomieszczenia (...). Świadectwem intuicyjnego działania malarza jest odwrócona perspektywa w skali postaci aniołów, umieszczonych parami przed kotarą i w głębi poza nią. |
|                                | Obraz wykonany dla kościoła dominikanów w Krakowie; od XVII wieku przechowywany w kościele parafialnym w Odrowążu. | Osobny artykuł: Wizja św. Jacka Odrowąża . |
|                                | Jedyne zachowane malowidło ścienne Mistrza Zwiastowania znajdujące się w krużganku klasztoru augustianów w Krakowie. | |
| Święta Barbara i św. Katarzyna | Postaci świętych znajdujące się na dwóch skrzydłach w Sromowcach Niżnych. | Do œuvre malarza oba wizerunki zostały przypisane w 1982 roku przez Tadeusza Chrzanowskiego i Mariana Korneckiego. |

Mistrz Zwiastowania należy do artystów przełomu wieków tworzącym w tzw. stylu lśniącym, charakteryzującym się rzeźbiarskim konkretyzowaniem form, malowaniem lśniących karnacji i połyskujących w świetle włosów, tkanin oraz wypukłości przedmiotów. Do innych charakterystycznych cech malarstwa warsztatu Mistrza Zwiastowania należą: skierowany na widza wzrok głównych postaci, plastycznie modelowane tła o motywach roślinnych, podobny typ głów, motyw skręconej banderoli oraz bogate w detale pejzaże.